# حماسه عرفانی
حماسه عرفانی یکی از انواع حماسه است که در نوشته‌ها و سروده‌های صوفیانه و عارفانه فارسی پس از قرن پنجم هجری دیده می‌شود. در این نوع حماسه، صوفی یا عارف مانند یک قهرمان با نفس اماره و دیو درون خود به نبرد می‌پردازد. حماسه عرفانی محدود به مباحث و انواع ادبی نیست؛ بلکه ردپای آن را می‌توان در عالم فلسفه و اندیشه‌های سیاسی نیز یافت.
به عقیده هانری کوربن، پایه‌گذار حماسه عرفانی در ادبیات فارسی، شهاب‌الدین سهروردی است. سهروردی در اواخر قرن ششم و اوایل قرن هفتم فلسفه اشراق را با استفاده از آثار صوفیه، منابع یونانی و حکمت ایرانی پایه‌گذاری کرد. فلسفه اشراق هم مبتنی بر استدلال عقلی و هم سیر و سلوک عرفانی است. او در صدد زنده کردن حکمت ایرانی در بین ایرانیانی بود که دین اسلام را پذیرفته بودند و ختم شدن حماسه پهلوانی به حماسه عرفانی یکی از ابعاد تحولی است که در این دوران به وقوع پیوست. منطق‌الطیر عطار نیز نمونه بارزی از این نوع حماسه به‌شمار می‌آید.
حماسه‌های عرفانی منثور فارسی عموماً به صورت داستان‌های رمزی و نمادین خلق شده‌اند. بسیاری از این آثار رسالةالطیر نام دارند، مانند رسالةالطیر ابن سینا، رسالةالطیر غزالی، رسالةالطیر نجم الدین رازی و برخی رساله‌های سهروردی همانند عقل سرخ. موضوع اصلی رسالةالطیرها این است که سالک پس از حصول خودآگاهی، سفر حماسی خود را در مسیری پرمخاطره از جهان ماده به عالم معنا شروع می‌کند. چگونگی مواجهه سالک با مخاطرات و جدال او با موانع، به جنگ‌ها و کشمکشهای طبیعت بیرون (که در سایر انواع حماسه قابل مشاهده است) شبیه است.